# Willughbeia lanceolata
Willughbeia lanceolata är en oleanderväxtart som först beskrevs av Markgr., och fick sitt nu gällande namn av D.J. Middleton. Willughbeia lanceolata ingår i släktet Willughbeia och familjen oleanderväxter. Inga underarter finns listade i Catalogue of Life.